# Shawn Yue

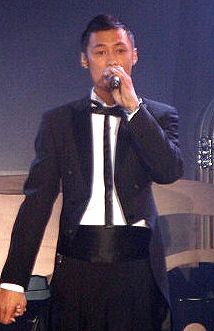
Shawn Yue

Shawn Yue (chinesisch 余文樂 / 余文乐, Pinyin Yú Wénlè, Jyutping Jyu4 Man4lok6, kantonesisch Yue Man-lok; * 13. November 1981, Hongkong, China) ist ein chinesischer Filmschauspieler, Sänger und ehemaliges Model aus Hongkong.

## Leben
Shawn Yue geboren und aufgewachsen in der ehemaligen britischen Kronkolonie Hongkong, wurde früh durch Agenten der Modelagentur Starz People entdeckt und bald mit Nicholas Tse verglichen, ein ebenfalls bekannter Model und Frauenschwarm der Stadt. Als männliches Model arbeitete er für Firmen wie Sony, Timberland, Gillette oder das Textilhandels- bzw. Bekleidungskette Giordano oder im Werbespot für Coca-Cola. 
Seine schauspielerische Karriere begann mit der chinesischen TV-Serie Y2K und deren Fortsetzung Y2K +01. Erst die Hauptrolle in der taiwanesischen Fernsehserie Tomorrow machte ihn außerhalb von Hongkong bekannt. Ab 2002 spielte Yue in Just One Look, in der Infernal-Affairs-Trilogie und im Film Initial D mit.
Yue ist seit 2017 mit der tawainische Schauspielkollegin Sarah Wang (王棠云,  Wáng Tángyún aka 王予柔,  Wáng Yǔróu) verheiratet und haben gemeinsam einen Sohn und eine Tochter. (Stand 2021)

## Diskografie (Auswahl)
Yue ist ebenfalls als Sänger tätig und brachte folgende Alben heraus:
- 2002: Private Room
- 2003: Lost And Found
- 2004: The Survivor
- 2005: Whether Or Not
- 2011: Not A Star

## Filmografie (Auswahl)
| - 2001: Leaving in Sorrow (憂憂愁愁的走了, Youyou chouchou de zou le) - 2002: Infernal Affairs (無間道, Wu Jian Dao oder Mou gaan dou) - 2002: The New Option (飛虎雄師) - 2002: Just One Look (一碌蔗, Yat luk che) - 2003: Love Under the Sun (愛在陽光下) - 2003: Infernal Affairs II (無間道 II, Wu Jian Dao II oder Mou gaan dou II) - 2003: Infernal Affairs III (無間道 III, Wu Jian Dao III oder Mou gaan dou III: Jung gik mou gaan) - 2003: Hidden Track (尋找周杰倫, Cham chau chow git lun) - 2003: Feel 100% 2003 (百分百感覺 2003, Baak fan baak gam gaau 2003) - 2003: Diva Ah-Hey (下一站...天后, Ha yat cham… Tin Hau) - 2003: My Lucky Star (行運超人, Hung wun chiu yun) - 2004: Super Model (我要做, Model) - 2004: Love is a Many Stupid Thing (精裝追女仔, Cheng chong chui lui chai) - 2004: Blood Brothers – Jiang Hu (江湖, Jiang Hu oder Gong wu) - 2004: In-Laws, Out-Laws (我的大舊父母, Ngoh dik daai gau fu mo) - 2005: Dragon Squad (猛龍, Mang lung) - 2005: INITIAL D (頭文字D, Taumanji D) - 2005: Colour of the Loyalty (黑白戰場, Hak bak jin cheung) - 2006: McDull, The Alumni (春田花花同學會, Chun tian hua hua tong xue hui) - 2006: Diary (妄想, Mon seung) - 2006: Wo Hu (臥虎, Ngor fu) - 2006: Dragon Tiger Gate (龍虎門, Lung Fu Moon) - 2006: Isabella (伊莎貝拉, Yisabuilai) - 2007: Distance Love (Musikvideo von Ayumi Hamasaki) - 2007: Trivial Matters (破事兒) - 2007: In Love with the Dead (塚愛, Chung oi) - 2007: Shamo – The Ultimate Fighter (軍雞, Shamo oder Jun chi) - 2007: Invisible Target (男兒本色, Naam yi boon sik) - 2007: Undercover (危險人物, Ngai him yan muk) - 2007: Love in the City (男才女貌, Nan cai nu mao) - 2007: Girl's Revolution (麻雀要革命) - 2008: Hong Kong Dangerous – Stadt der Gewalt (The Moss, 青苔) - 2008: Rule No. 1 (第一誡, Dai yat gaai) - 2008: Playboy Cops (花花型警, Fa fa ying king) | - 2009: I Come with the Rain (伴雨行) - 2009: Rebellion (同門, Tung moon) - 2010: Hot Summer Days (全城熱戀 熱辣辣, Chuen sing yit luen – yit lat lat) - 2010: Love in a Puff (志明與春嬌, Chi ming yu chun giu) - 2010: Curse of the Deserted (荒村公寓, Huang cun gong yu) - 2010: Legend of the Fist: The Return of Chen Zhen (精武風雲 – 陳真) - 2010: Reign of Assassins (劍雨, Jianyu) - 2010: The Child’s Eye (童眼, Tung ngaan) - 2010: My Best Bodyguard (玩命狙擊) - 2010: Heroic Detective (神探 李奧) - 2012: The Second Woman (情谜, Qing mi) - 2012: Love in the Buff (春嬌與志明, Chun giu yu chi ming) - 2012: Motorway (車手, Che sau) - 2012: Lacuna (醉后一夜) - 2013: SDU: Sex Duties Unit (飛虎出征) - 2014: Aberdeen (香港仔) - 2014: Girls (閨密) - 2014: Golden Chickensss (金雞SSS) - 2014: As the Light Goes Out (救火英雄) - 2015: Wild City (迷城) - 2015: From Vegas to Macau 2 (賭城風雲II) - 2015: Helios (赤道) - 2016: Mobile Phone Battle (手機芯戰) - 2016: Mad World (一念無明) - 2016: From Vegas to Macau 3 (賭城風雲III) - 2017: Love Off the Cuff (春嬌救志明) - 2017: Bitter Enemies – Only Gold Can Be Trusted (The Brink, 狂獸, Kuángshòu) - 2017: Immortal Demon Slayer (Wukong, 悟空傳, Wukong zhuan) - 2020: Monster Jagd (怪物先生, Guaiwu xiansheng) |

Quelle: Hong Kong Movie Database, Internet Movie Database